# 大林組

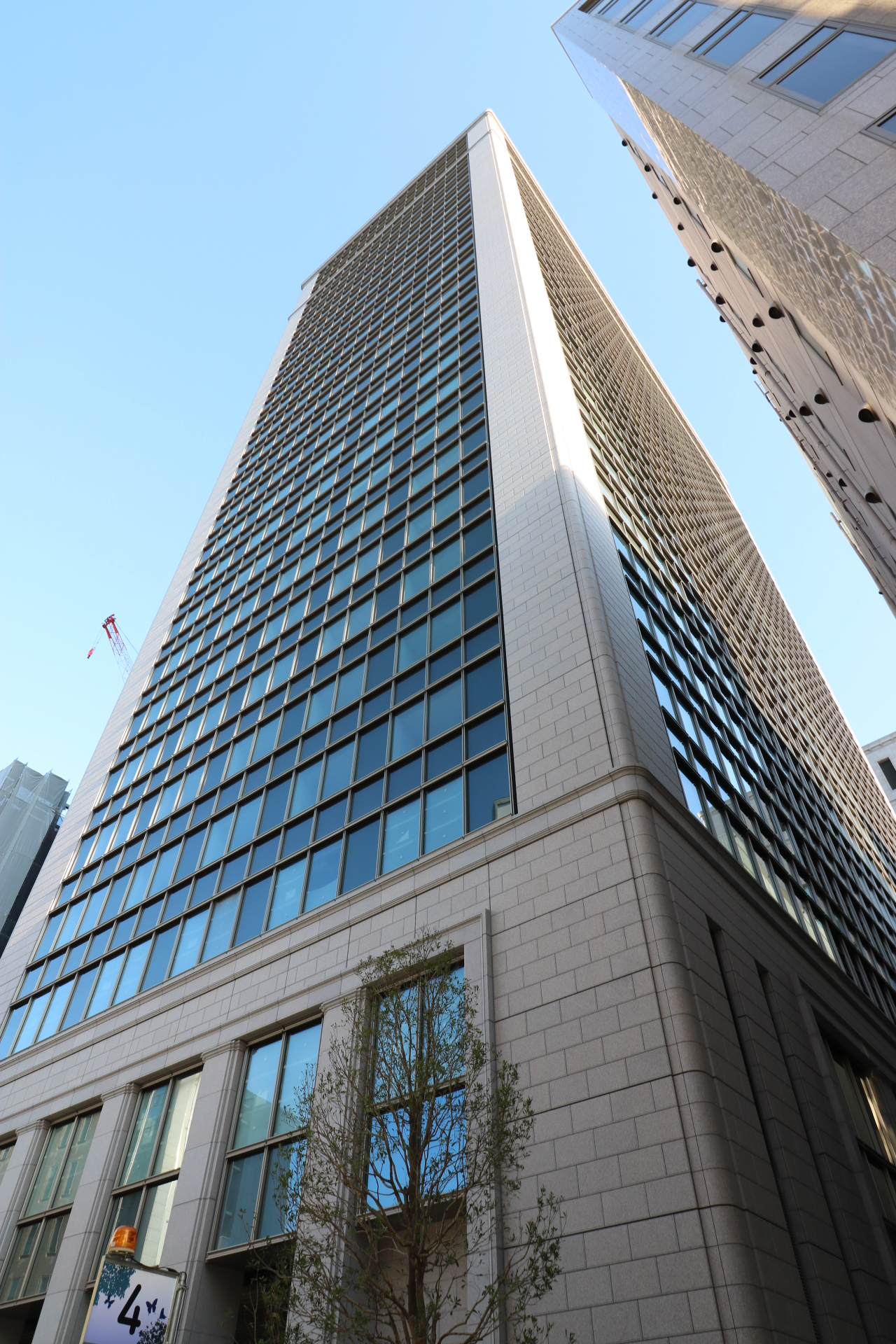
大阪本店（日本生命淀屋橋ビル、大阪市中央区）

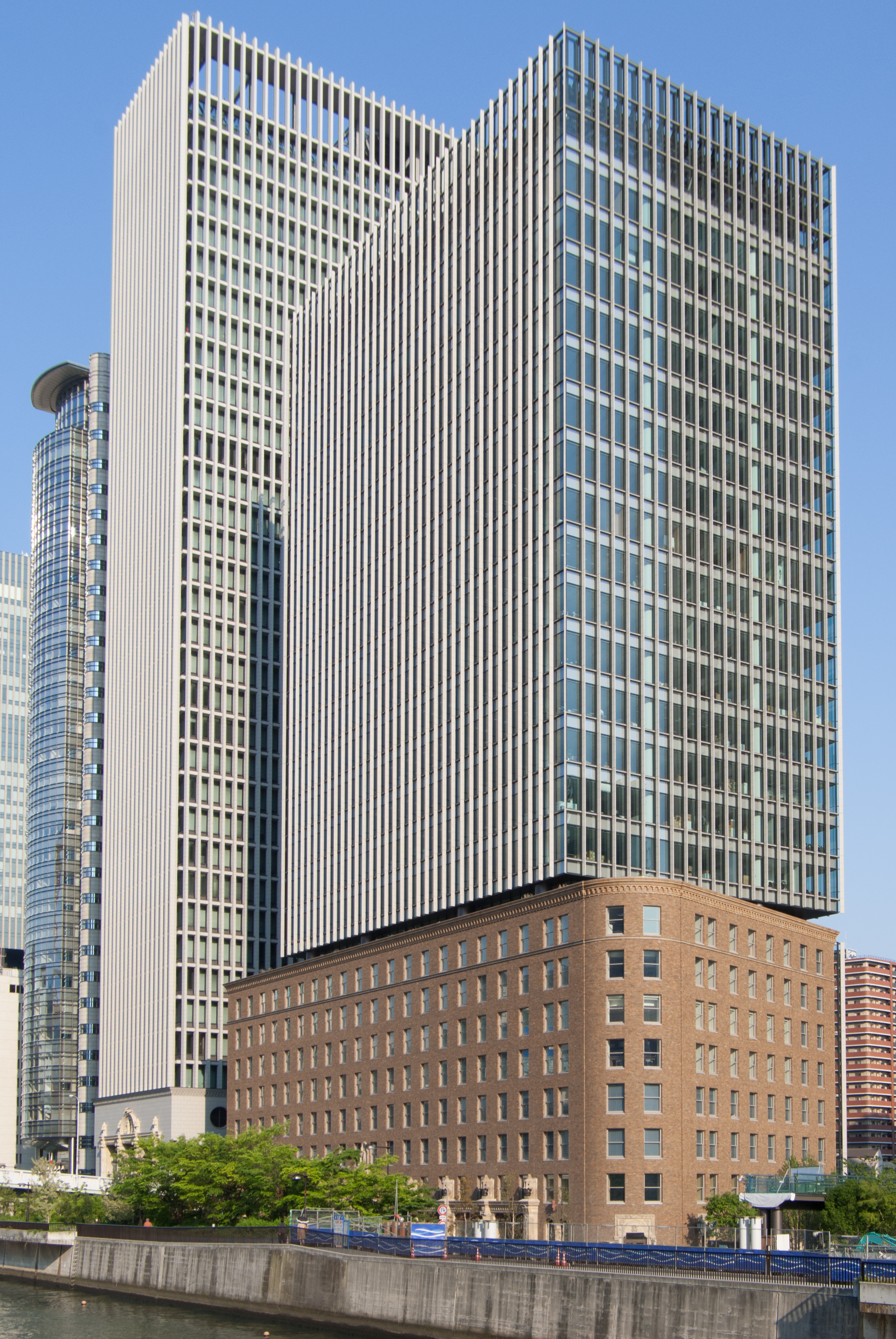
2013年から2022年までの大阪本店（ダイビル本館、大阪市北区）

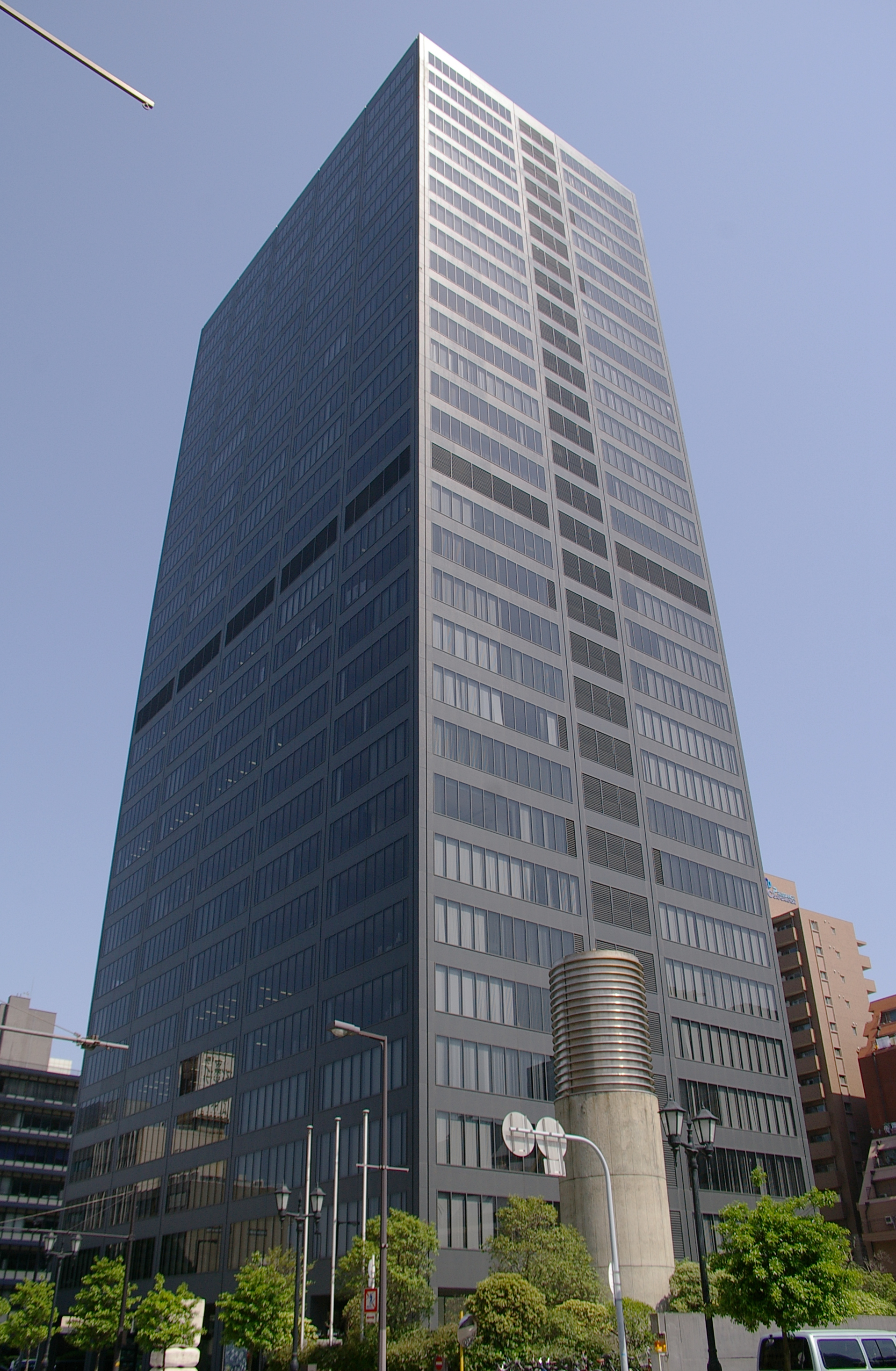
かつての登記上の本店および大阪本店（大阪大林ビルディング、大阪市中央区）

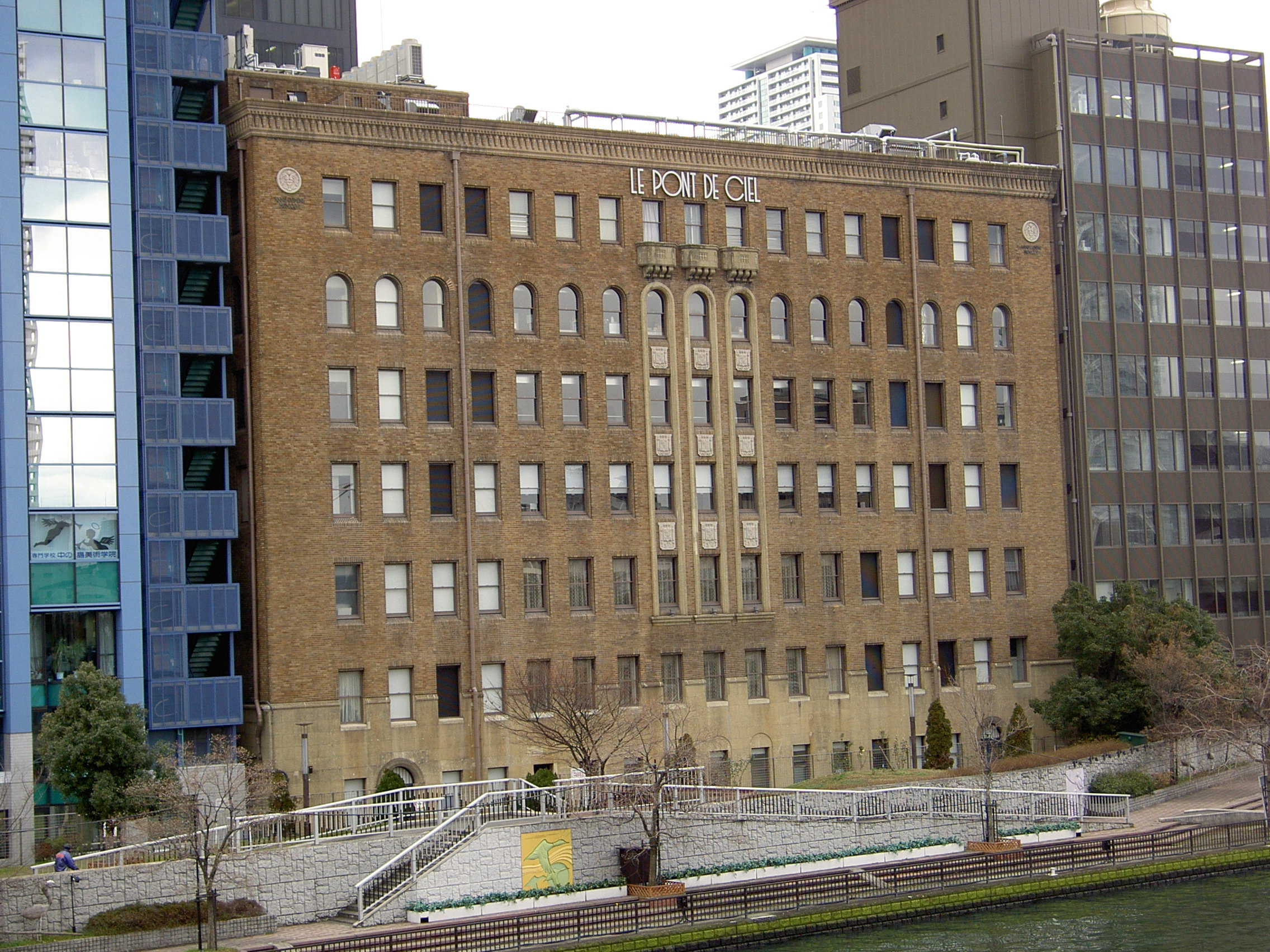
大林組旧本店ビル（ルポンドシエルビル、大阪市中央区）

株式会社大林組（おおばやしぐみ）は、東京都港区港南に本社を置く、日本の総合建設会社（スーパーゼネコン）である。1892年創業。日経平均株価およびJPX日経インデックス400の構成銘柄の一つ。

## 概説
鹿島建設、清水建設、大成建設、竹中工務店とともにスーパーゼネコン5社の一つ。創業以来、永らく竹中工務店、奥村組、錢高組、鴻池組と並び大阪に拠点を置いていたが、2010年、登記上の本店を東京の品川インターシティに移転した。

旧：三和銀行（現：三菱UFJ銀行）の融資系列で構成される三和グループの三水会とその後身社長会である水曜会およびみどり会の主要な構成企業であり、三水会発足時メンバー22社の一つでもある。加えて、大輪会の会員企業でもある。
コーポレートメッセージは2021年から「make beyond つくるを拓く」である。2010年代までは｢architecture roman｣というスローガンもあった。
シンボルマークはレイ吉村がデザインし、上部の三角形は新鮮な活力と夜明けの空をイメージして「モーニングブルー」、下部の扇形は自然と人・個人と社会の調和・明るい未来の希望・地球の豊かな緑をイメージして「ブライトグリーン」の配色とした。

## 基本理念

### 企業理念
「地球に優しい」リーディングカンパニー

### 企業行動規範
1. 社会的使命の達成
2. 企業倫理の徹底

### 三箴（さんしん）
創業以来、受け継がれてきた精神
- 良く、廉く、速い

## 歴史
- 1892年（明治25年）1月25日 - 大林芳五郎が阿部製紙所の工場建設を受注し、大阪市西区靱南通四丁目（現・西本町二丁目）にて土木建築請負業、大林店を創業。芳五郎は、1864年（文久3年）大阪靱の乾物問屋「大徳」の三男として誕生し、土木建築業見習いを経ての起業であった。
- 1904年（明治37年） - 店名を大林組に変更。東京事務所を設置。
- 1905年（明治38年） - 本店を大阪市東区（現・中央区）北浜二丁目に移転。
- 1906年（明治39年） - 東京事務所を東京支店に昇格。
- 1909年（明治42年） - 合資会社大林組を設立。
- 1916年（大正5年） - 大林芳五郎が死去。大林義雄が社務を継承。
この頃、大阪電気軌道（近畿日本鉄道の母体会社）による生駒トンネル開削工事費用の未支払いが原因で、経営危機に陥る。実業家の片岡直輝の元で、大阪電気軌道とともに支援がなされて再建。
- 1918年（大正7年）12月 - 株式会社大林組を設立。
- 1919年（大正8年） - 株式会社大林組に合資会社大林組を合併。本店を大阪市東区京橋三丁目（現・中央区北浜東）に移転。
- 1924年（大正13年） - 甲子園大運動場（現・阪神甲子園球場）竣工。
- 1926年（大正15年） - 本店ビル（現・ルポンドシエルビル）竣工。
- 1931年（昭和6年） - 大阪城天守閣竣工。
- 1936年（昭和11年） - 株式会社第二大林組を設立。
- 1937年（昭和12年） - 株式会社第二大林組が株式会社大林組を吸収合併し、商号を株式会社大林組に変更。
- 1949年（昭和24年） - 建設業法による第1回登録（建設大臣）完了。
- 1961年（昭和36年） - 東京大林ビル竣工。東京支店を移転。
- 1970年（昭和45年） - 日本万国博覧会開催、お祭り広場など主要施設を手がける。東京支店を廃し、東京本社を設置。本社機能を移転。本店は引き続き大阪に置く。
- 1973年（昭和48年） - 本店ビルの南向かいに大阪大林ビル（現・北浜 NEXU BUILD）竣工。本店を大阪大林ビルに移転。
このビルには国内において希少な存在である、パンタグラフ構造による可動機構を備えるダブルデッキエレベータが設置されている。
- 1978年（昭和53年） - 広報誌『季刊大林』を創刊。
- 1990年（平成2年） - CIを導入し、現在のシンボルマークを採用[12]。
- 1999年（平成11年） - 東京本社を品川インターシティに移転。
- 2010年（平成22年） - 本店を東京へ移転し、本店を大阪本店に、東京本社を本社にそれぞれ改称。同時に東京本店を設置。
- 2012年（平成24年） - 東京スカイツリー竣工。
- 2013年（平成25年） - 大阪本店を大阪市北区中之島三丁目6番32号 ダイビル本館に移転。
- 2017年（平成29年） - 東京証券取引所一部上場であった大林道路株式会社を完全子会社化。
- 2023年（令和5年） - 大阪本店を大阪市中央区北浜三丁目5番29号 日本生命淀屋橋ビルに移転[14]。

## 事業所
- 支店 - 札幌、東北（仙台）、横浜、名古屋、北陸（新潟）、神戸、広島、四国（高松）、九州（福岡）、海外
- 営業所 - 全国64か所
- 海外拠点 - ロンドン、サンフランシスコ、ホノルル、北京、大連、上海、台北、マニラ、ジャカルタ、ハノイ、ホーチミン、プノンペン、シンガポール、クアラルンプール、バンコク、イスタンブール

## 創業者
大林芳五郎（1864-1916）は、靱（塩干魚商や海産物問屋の集積地）の永代浜で塩と北海産乾物問屋「大徳」を営んでいた大林徳七の三男・由五郎として生まれ、西大組六番小学校で学んだ。同窓の志方勢七、田中市太郎（田中市兵衛長男）、金沢仁作とは長く親交した。1873年に父親が64歳で亡くなり、その妻の美喜子が家業を引き継いだが、7年後に店をたたんだ。11歳で大阪西区の呉服商麹屋又兵衛に奉公にいき、1882年に独立して小売呉服店を始めたが失敗、1883年宮内省出入りの土木建築請負人砂崎庄次郎の見習いとなり、1888年に独立、1892年1月に阿部製紙所工場工事を落札し、建築請負業として開業した。
芳五郎の長男・大林義雄 (1894-1943)は、早稲田大学商科に学び、欧米を遊学、在学中に芳五郎が死去し、1916年に22歳で家督を継ぎ、2代目社長となった。妻は子爵上原勇作の三女。神戸市御影に1932年に建てた邸宅は現存し（現・大林組迎賓館北緯34度43分32秒 東経135度15分02秒 / 北緯34.72557度 東経135.25053度）、阪神間モダニズムの一例として知られる。洋館は安井武雄、木村得三郎が設計し、和館は西川一草亭（津田青楓の兄）、北村捨次郎が手掛けた。
三代目社長の大林芳郎は芳五郎の長女夫婦の二男。現・代表取締役会長の大林剛郎は芳郎の二男。

## 歴代社長
※「大林店」時代を含む
1. 大林芳五郎（1892年 - 1916年）
2. 大林義雄（1916年 - 1943年）
3. 大林芳郎（1943年 - 1989年）
4. 津室隆夫（1989年 - 1997年）
5. 向笠愼二（1997年 - 2005年）
6. 脇村典夫（2005年 - 2007年）
7. 白石達（2007年 - 2018年）
8. 蓮輪賢治（2018年 - 2025年）
9. 佐藤俊美（2025年 - ）

## 主な施工物件
大林組は、トンネル土木やLNG地下タンクプラントなど、土木工事でも定評が有る。特に生駒トンネルに際しては、会社倒産の危機にまで陥ったが、近畿鉄道工事部と共に難工事を成し遂げている。また、建物の基礎工事では優れた建築物が多いため、顧客からの信頼も厚い。
- 青森県庁舎（青森県青森市）
- 赤坂インターシティAIR（東京都港区、2017年竣工）
- 明石海峡大橋（神戸市垂水区 - 兵庫県淡路市）
- イオンレイクタウン（埼玉県越谷市）
- イオン新潟青山ショッピングセンター（新潟市西区）
- イオンモール幕張新都心（千葉市美浜区）
- イオンモール和歌山（和歌山県和歌山市）
- 生駒トンネル・新生駒トンネル（大阪府東大阪市 - 奈良県生駒市、東大阪線生駒トンネルは旧生駒トンネル再利用部を含む中工区のみ）
- 生駒ビルヂング（大阪市中央区）
- 梅田ガーデン（大阪市北区）
- 大阪梅田ツインタワーズ・ノース（梅田阪急ビル）（大阪市北区、2012年竣工）
- 梅田スカイビル（大阪市北区）
- エスコンフィールド北海道（北海道北広島市）
- ルクアイーレ（大阪市北区）
- 太陽の塔（大阪府吹田市）
- エクシブ鳥羽（三重県鳥羽市、本館は清水建設とのJV、アネックスは単独[22]）
- 大阪駅改良・新北ビル開発（大阪市北区、JV代表）
- 大阪ガスビル（大阪市中央区）
- 大阪倶楽部（大阪市中央区）
- 大阪高等・地方・簡易裁判所第2別館（大阪市北区）
- 大阪市庁舎（大阪市北区）
- 大阪城天守閣（大阪市中央区）
- 大阪証券取引所（大阪市中央区、JV代表）
- 大阪ドーム（大阪市西区、JV代表）
- 大阪府咲洲庁舎（旧:大阪ワールドトレードセンタービルディング）（大阪市住之江区、JV代表）
- 大阪弁護士会館（大阪市北区）
- 表参道ヒルズ（東京都渋谷区）
- 香川県庁舎 (香川県高松市)
- 鹿児島県庁舎 (鹿児島県鹿児島市)
- 神奈川県庁舎 (神奈川県横浜市)
- 桂離宮（京都市西京区）修復工事
- 関西国際空港（大阪府泉佐野市）
- カンボジア日本橋（カンボジア・プノンペン）
- キーエンス本社ビル（大阪市淀川区）
- キャナルシティ博多（福岡市博多区）
- 京都駅ビル（京都市下京区、JV代表）
- 京都タワー（京都市下京区）
- 近鉄森の宮ビル（現・NLC森の宮ビル）（大阪市城東区）
- 熊本城天守（熊本市中央区）
- グランフロント大阪（大阪市北区）
- 神戸空港造成工事（神戸市中央区）
- 高麗橋野村ビル (大阪市中央区)
- コロラドリバー橋（フーバーダムバイパス）（アメリカ合衆国アリゾナ州・ネバダ州）
- 桜宮リバーシティ・ウォータータワープラザ（大阪市都島区）
- ザ・タワー枚方（大阪府枚方市）
- シエリアタワー千里中央（大阪府豊中市）
- ジオタワー天六（大阪市北区）
- シティタワー大阪天満（大阪市北区）
- シティプラザ大阪（大阪市中央区）
- 品川インターシティ（東京都港区）
- 渋谷ストリーム（東京都渋谷区）
- 神戸商船三井ビル（神戸市中央区）
- 心斎橋SIビル（大阪市中央区）
- ステーションヒル枚方（大阪府枚方市）
- 住友ビル本館（大阪市北区）
- センチュリータワー（東京都文京区）
- ダイビル本館（大阪市北区）
- 新宿タカシマヤ・タイムズスクエア（東京都渋谷区、JV代表）
- 台湾高速鉄道（台湾）
- TBS赤坂五丁目再開発（東京都港区、JV代表）
- 東京駅丸の内駅舎（東京都千代田区、赤レンガ駅舎）
- 東京スカイツリー（東京都墨田区）
- 東京日本橋タワー（東京都中央区）
- 日本橋野村ビルディング（東京都中央区）
- 東京湾アクアライン（川崎市川崎区 - 千葉県木更津市）
- 堂島 ザ・レジデンス マークタワー（大阪市北区）
- 東洋紡ビルディング（大阪市北区）
- ドバイメトロ（アラブ首長国連邦ドバイ）
- 虎ノ門ヒルズ（東京都港区）
- 南海ビルディング（大阪市中央区）
- なんばスカイオ（大阪市中央区）
- なんばパークス（大阪市浪速区、町づくりデザイン/商業棟の施工JV代表）
- 日本生命淀屋橋ビル（大阪市中央区、2022年竣工）
- 太陽生命日本橋ビル・日本橋髙島屋S.C.東館（A街区） (東京都中央区)
- 念佛宗三寶山無量壽寺佛教之王堂（兵庫県加東市 2008年11月竣工）[23]
- ハイアットリージェンシー大阪（大阪市住之江区）
- バスタ新宿（東京都渋谷区、JV代表）
- 阪神甲子園球場（兵庫県西宮市）
- 藤田医科大学岡崎医療センター（愛知県岡崎市）
- ホテルエンパイア（横浜市戸塚区）
- 丸の内ビルディング（東京都千代田区、JV代表）
- 牟礼ヶ岡ウインドファーム土木造成工事（鹿児島県鹿児島市）
- 御崎公園球技場（神戸市兵庫区）
- 三重県庁舎（三重県津市）
- ミズノ大阪本社（大阪市住之江区）
- 三井住友銀行大阪本店ビル（大阪市中央区）
- 三菱UFJ銀行大阪ビル（大阪市中央区）
- 宮崎県庁舎 (宮崎県宮崎市)
- モード学園スパイラルタワーズ（名古屋市中村区）
- ユニバーサル・スタジオ・ジャパン（大阪市此花区）
- 淀屋橋スクエア（大阪市中央区、2009年竣工）
- 六花の森（北海道中札内村）
- ららぽーと甲子園（兵庫県西宮市）
- レゴランド・ジャパン（名古屋市港区）
- 六本木ヒルズ森タワー（東京都港区、鹿島とのJV）

その他、現在、施工中物件は数十件確認されている。

## 自社の宅地開発
- 佐倉そめい野（染井野）
- 浜甲子園健康住宅地開発（一部）
- 川西けやき坂（鷹尾山けやき坂）
- 恵み野開発（恵庭市や鹿島建設他と）
- 伊豆三井大林分譲地（三井不動産と）
- 宇都宮市豊郷台住宅地
- 藤枝清里

## 関係会社等
建設事業
- 大林道路
- 内外テクノス
- オーク設備工業
- 大林ファシリティーズ
- 相馬環境サービス
- 洋林建設

不動産・開発事業
- 大林新星和不動産 - 旧大林不動産と旧新星和不動産を合併させて新設した子会社。2014年10月1日設立。

公益法人
- 公益財団法人大林財団 - 都市に関する学術研究に対する助成などを実施。1998年9月22日設立。

その他
- ルポンドシエル
- オーク情報システム

かつての子会社
- ハイアットリージェンシー大阪

## トピックス

### 地熱電力を利用したCO2（二酸化炭素）フリー水素製造事業の可能性を検討
2018年11月、ニュージーランドのTuaropaki Trust（トゥアロパキ・トラスト）と「ニュージーランドの地熱発電を利用したＣＯ₂フリー水素製造・流通の共同研究」に関する契約を締結。Tuaropaki Trust社所有の地熱発電所の電力を利用する水素製造プラントの建設に着手した。プラント完成（2020年予定）後は、年間100ｔ程度のＣＯ₂フリー水素の製造からニュージーランド国内における流通まで、一連のサプライチェーンの実装研究を実施し、各段階におけるノウハウを蓄積していく予定。

### 建機フリートマネジメントシステム（建機FMS）
- 2022年4月、重ダンプトラックの自律走行に向けた実証実験を国内で始める。米のスタートアップ企業SafeAI（セーフエーアイ）との協業で、自律化ダンプを米国から輸送し、日本でテストする予定[26]。
- 2024年8月、「建機フリートマネジメントシステム（建機FMS）」の現場実証が、群馬県内の浅間山緊急減災対策事業の建設現場で行われた[27]。

### 大阪・関西万博と夢洲開発の取り組み
2025年国際博覧会（万博）の開催地が大阪市夢洲に決定し、同地域における関連施設の建設や交通インフラの整備が見込まれている。大林組は、2018年12月に「大阪万博ＩＲ室」（現：「大阪関西万博・ＩＲ室」）を設置。2019年4月には、社長直轄の組織として「夢洲開発推進本部」を設置した。

### 宇宙エレベーター建設構想
地球と宇宙の間をケーブルでつなぐ「宇宙エレベーター」（軌道エレベータ）は、ロケットに比べ、運搬効率が良く、経済的で、環境への影響が少ない輸送手段として期待されている。「宇宙エレベーター」は、理論的には実現可能とされていたものの、地球と宇宙を結ぶケーブルに必要な「軽さ」と「強度」のある素材が存在していなかった。しかし1991年に、軽くて強い素材カーボンナノチューブが発見されたことにより実現可能性が高くなった。 大林組はプロジェクトチームを組織し、宇宙エレベーター建設を構想している。

## CM出演者
- 佐藤健（2021年1月 - ）

## 提供番組
- ニンゲン観察バラエティ モニタリング（TBS系列、2021年4月 - ）
- 帰れマンデー見っけ隊!!(テレビ朝日系列、2021年4月 - )
- 年末時代劇スペシャル（日本テレビ系列）
- THEプレゼンター（TBS系列）
- 江森陽弘のニュースマガジン（土曜日朝の一時期、TBSラジオ系列）

## 不祥事・事件・事故

### リニア中央新幹線の工事入札を巡る問題
リニア中央新幹線の建設工事の入札に於いて不正が行われたとして、工事を請け負っているゼネコン4社の1つである同社が、2017年12月に東京地方検察庁から偽計業務妨害容疑で捜索を受けていたことが明らかになり、談合を認めた。2018年3月1日付で白石達社長が辞任、土木担当の土屋幸三郎副社長が同年1月23日に辞任。なお他の3社は清水建設が1月22日までに談合を認め、鹿島建設と大成建設は否定し続けた。その結果として、法人としての大林組は起訴されたが、鹿島と大成の幹部は逮捕・起訴されたのに対し土屋元副社長ら大林・清水の幹部は不起訴（起訴猶予）となった。
10月22日、東京地方裁判所は私的独占の禁止及び公正取引の確保に関する法律（独占禁止法）違反の罪で大林組に罰金2億円、清水建設に同1億8千万円を言い渡した。2019年1月18日大林組と清水建設は、有罪判決が出たことを踏まえ、国土交通省関東地方整備局から2月2日から6月11日の120日間営業停止処分を受けたとそれぞれ発表した。対象は、全国の新たな民間の土木工事となる。

### 反社会勢力への姿勢
2000年代、福岡県北九州市一帯では、暴力団が建設業界に対し工事費の1%-3%を上納金（みかじめ料）を収めるよう要求していた時期があった。大林組が受注した小倉北区のホームセンター建設現場にも金銭の要求があり、大林組側は不当要求を拒否して暴力団排除の姿勢を示したが、後に下請け会社の社長が襲撃を受けて死亡する事件も発生した。

### 社員による就活生への強制わいせつ事件
2019年（平成31年）2月 - 男性社員が就職活動のOB訪問で知り合った女子大学生を自宅に連れ込み、わいせつな行為をしたとして、強制わいせつの疑いで警視庁三田署に逮捕される事件が発生したが、翌月東京地検はこの男性社員を不起訴処分とした。不起訴とした理由は明らかにしていない。

### その他
- 1913年（大正2年）1月26日 - 生駒トンネル 内部で大落盤事故が発生。労働者150人前後が閉じこめられ、20人（西教寺過去帳による）が犠牲になった。
- 2006年（平成18年）5月11日 - 防衛施設庁談合事件にからむ不正入札に関して、国土交通省から30日間の営業停止命令を受けた。同事件に関係する営業停止命令はゼネコン大手など8社に及んだ。
- 2006年（平成18年）8月14日 - 下請先である三国屋建設株式会社がクレーン船のアームを高圧線に接触させ、首都圏大規模停電を招いたことにより、千葉県浦安市により半年間の指名停止処分が下された。
- 2006年（平成18年）10月18日 - 同社が大阪国税局の税務調査によって、約11億円の申告漏れを指摘されたことが判明。国税局は約3億5000万円を追徴課税した。
- 2007年（平成19年）5月 - 大阪府枚方市が2005年（平成17年）11月に発注した清掃工場建設工事に絡み、競売入札妨害（談合）容疑により、顧問と社員2名が逮捕された。これを受けて脇村典夫社長を含む一部の役員が辞任している。
- 2008年（平成20年）2月 - 同社が島根県浜田市に建設中の島根あさひ社会復帰促進センターで、地下共同溝に設置する柱のうちの70本について、鉄筋の配置ミスがあり、柱を解体した上で工事をやり直すことが判明した。
- 2020年（令和2年）4月 - 改正・新型インフルエンザ等対策特別措置法32条に基づく新型コロナウイルス緊急事態宣言の発令に際し、8日に「原則として工事を継続する」と発表したが[40]、 14日に九州支店の従業員1名[41]、15日に東京本店の従業員1名[42]がそれぞれ新型コロナウイルスへの感染が判明。これを受けて15日、4月25日から5月10日まで一斉休業することを発表した[43][44]。
- 2023年（令和5年）9月19日 - 東京都中央区八重洲の建設現場で作業員4名が地上7階から3階部分へ転落する事故があり、2名が死亡[45]。

## テレビ番組
- 日経スペシャル ガイアの夜明け ＜シリーズ医の底流2＞街に名医がやって来た!（2004年6月15日、テレビ東京）[46] - 開業を希望する医師たちを集めてチームをつくり、希望する開業地やコンセプトにあったクリニックモール開設を目指す。